# Vaulx-en-Velin
Vaulx-en-Velin (wymowaⓘ) – miejscowość i gmina we Francji, w regionie Owernia-Rodan-Alpy, w departamencie Rodan.
Według danych na rok 1990 gminę zamieszkiwały 44 174 osoby, a gęstość zaludnienia wynosiła 2109 osób/km² (wśród 2880 gmin regionu Rodan-Alpy Vaulx-en-Velin plasuje się na 9. miejscu pod względem liczby ludności, natomiast pod względem powierzchni na miejscu 462.).